# 羅克維爾 (印地安納州)
羅克維爾（英語：Rockville）是一個位於美國印地安納州帕克縣的城鎮。根據2010年美國人口普查，該地人口為2,607人，而該地的面積約為3.87平方千米。同時該地也是帕克縣的縣治。

## 地理
羅克維爾的座標為39°45′55″N 87°13′44″W / 39.76528°N 87.22889°W，而該地的平均海拔高度為217米（即712英尺）。